# 리안 라모스
리안 라모스(Rhian Ramos, 1990년 10월 3일 ~ )는 필리핀의 배우, 모델, 가수이다.

## 출연 작품
- 엠티 바이 디자인 (2019)
- 파이트 포 저스티스 (2018)
- 더 로드 (2011)
- 헌티드 하우스 (2009)
- 세이안스 (2007)